# Campeonato Mundial de Voleibol Masculino de 2022
El XX Campeonato Mundial de Voleibol Masculino se celebró conjuntamente en Polonia y Eslovenia entre el 26 de agosto y el 11 de septiembre de 2022 bajo la organización de la Federación Internacional de Voleibol (FIVB), la Federación Polaca de Voleibol y la Federación Eslovena de Voleibol.
Inicialmente, el campeonato iba a realizarse en Rusia, pero debido a la invasión rusa de Ucrania, esta sede fue cancelada.
Compitieron en el evento 24 selecciones nacionales afiliadas a la FIVB por el título mundial, cuyo anterior portador era el equipo de Polonia, ganador del Mundial de 2018.
El equipo de Italia conquistó el título mundial al vencer en la final a la selección de Polonia con un marcador de 3-1. En el partido por el tercer lugar el conjunto de Brasil venció al de Eslovenia.

## Clasificación
| Competición               | Fecha                         | Sede                                            | Plazas | Equipos clasificados                                                                                |
| ------------------------- | ----------------------------- | ----------------------------------------------- | ------ | --------------------------------------------------------------------------------------------------- |
| Países anfitriones        | –                             | –                                               | 2      | Polonia Eslovenia                                                                                   |
| Campeonato Mundial        | 9 – 30 de septiembre de 2018  | Italia · Bulgaria                               | 1      | Polonia                                                                                             |
| Campeonato Norteamericano | 18 – 23 de agosto de 2021     | Durango · ( México)                             | 2      | Puerto Rico Canadá                                                                                  |
| Campeonato Sudamericano   | 1 – 5 de septiembre de 2021   | Brasilia · ( Brasil)                            | 2      | Brasil Argentina                                                                                    |
| Campeonato Africano       | 7 – 15 de septiembre de 2021  | Kigali ( Ruanda)                                | 2      | Túnez Camerún                                                                                       |
| Campeonato Asiático       | 12 – 19 de septiembre de 2021 | Chiba ( Japón)                                  | 2      | Irán Japón                                                                                          |
| Campeonato Europeo        | 1 – 19 de septiembre de 2021  | Polonia · República Checa · Estonia · Finlandia | 1      | Italia Eslovenia                                                                                    |
| Ranking mundial           | 2020–2021                     | —                                               | 12     | Francia Estados Unidos Serbia Cuba Países Bajos Alemania México Turquía Egipto Qatar Bulgaria China |
| Invitación                | –                             | –                                               | 1      | Ucrania                                                                                             |
| TOTAL                     |                               |                                                 | 24     | 24                                                                                                  |

1. 1 2 3  Inicialmente Rusia cubría la plaza de país anfitrión. Pero esta sede fue cancelada y reemplazada por la sede combinada de Polonia/Eslovenia.[4][2]
2. ↑  Ucrania fue invitada en reemplazo de Rusia.[2]

## Sedes
| Foto | Grupo                   | Ciudad                 | Instalación   |
| ---- | ----------------------- | ---------------------- | ------------- |
|      | A, C y Fase final       | Katowice ( Polonia)    | Spodek        |
|      | Fase final              | Gliwice ( Polonia)     | Arena Gliwice |
|      | B, D, E, F y Fase final | Liubliana ( Eslovenia) | Arena Stožice |

## Grupos
| Grupo A     | Grupo B | Grupo C        | Grupo D   | Grupo E | Grupo F      |
| ----------- | ------- | -------------- | --------- | ------- | ------------ |
| Puerto Rico | Brasil  | Polonia        | Francia   | Italia  | Argentina    |
| Serbia      | Japón   | Estados Unidos | Eslovenia | Canadá  | Irán         |
| Túnez       | Cuba    | México         | Alemania  | Turquía | Países Bajos |
| Ucrania     | Qatar   | Bulgaria       | Camerún   | China   | Egipto       |

## Primera fase
- Todos los partidos en la hora local de Polonia/Eslovenia (UTC+2).

Los primeros dos de cada grupo  y los cuatro mejores terceros clasifican para los octavos de final.

### Grupo A
| Equipo      | Partidos | Partidos | Partidos |      | Sets | Sets | Sets  | Puntos | Puntos | Puntos |
| Equipo      | PJ       | PG       | PP       | Pts. | SG   | SP   | Ratio | PG     | PP     | Ratio  |
| ----------- | -------- | -------- | -------- | ---- | ---- | ---- | ----- | ------ | ------ | ------ |
| Serbia      | 3        | 3        | 0        | 9    | 9    | 0    | MAX   | 233    | 187    | 1,245  |
| Ucrania     | 3        | 2        | 1        | 6    | 6    | 4    | 1,500 | 241    | 213    | 1,131  |
| Túnez       | 3        | 1        | 2        | 3    | 3    | 6    | 0,500 | 189    | 210    | 0,900  |
| Puerto Rico | 3        | 0        | 3        | 0    | 1    | 9    | 0,111 | 197    | 250    | 0,788  |

- Resultados

| Fecha | Hora  | Partido¹ | Partido¹ | Partido¹    | Res.  | Set 1 | Set 2 | Set 3 | Set 4 | Set 5 | Total   |
| ----- | ----- | -------- | -------- | ----------- | ----- | ----- | ----- | ----- | ----- | ----- | ------- |
| 27.08 | 17:30 | Túnez    | –        | Puerto Rico | 3 – 0 | 25-19 | 25-17 | 25-20 | –     | –     | 75 – 56 |
| 27.08 | 20:30 | Ucrania  | –        | Serbia      | 0 – 3 | 26-28 | 21-25 | 20-25 | –     | –     | 67 – 78 |
| 29.08 | 17:30 | Serbia   | –        | Puerto Rico | 3 – 0 | 26-24 | 25-21 | 25-16 | –     | –     | 76 – 61 |
| 29.08 | 20:30 | Ucrania  | –        | Túnez       | 3 – 0 | 25-21 | 25-19 | 25-15 | –     | –     | 75 – 55 |
| 31.08 | 17:30 | Serbia   | –        | Túnez       | 3 – 0 | 29-27 | 25-15 | 25-17 | –     | –     | 79 – 59 |
| 31.08 | 20:30 | Ucrania  | –        | Puerto Rico | 3 – 1 | 24-26 | 25-19 | 25-16 | 25-19 | –     | 99 – 80 |

- (¹) – Todos en Katowice.

### Grupo B
| Equipo | Partidos | Partidos | Partidos |      | Sets | Sets | Sets  | Puntos | Puntos | Puntos |
| Equipo | PJ       | PG       | PP       | Pts. | SG   | SP   | Ratio | PG     | PP     | Ratio  |
| ------ | -------- | -------- | -------- | ---- | ---- | ---- | ----- | ------ | ------ | ------ |
| Brasil | 3        | 3        | 0        | 8    | 9    | 2    | 4,500 | 271    | 222    | 1,220  |
| Japón  | 3        | 2        | 1        | 6    | 6    | 4    | 1,500 | 226    | 205    | 1,102  |
| Cuba   | 3        | 1        | 2        | 4    | 6    | 7    | 0,857 | 281    | 302    | 0,930  |
| Qatar  | 3        | 0        | 3        | 0    | 1    | 9    | 0,111 | 199    | 248    | 0,802  |

- Resultados

| Fecha | Hora  | Partido¹ | Partido¹ | Partido¹ | Res.  | Set 1 | Set 2 | Set 3 | Set 4 | Set 5 | Total     |
| ----- | ----- | -------- | -------- | -------- | ----- | ----- | ----- | ----- | ----- | ----- | --------- |
| 26.08 | 11:00 | Brasil   | –        | Cuba     | 3 – 2 | 31-33 | 21-25 | 25-16 | 25-17 | 18-16 | 120 – 107 |
| 26.08 | 14:00 | Japón    | –        | Qatar    | 3 – 0 | 25-20 | 25-18 | 25-15 | –     | –     | 75 – 53   |
| 28.08 | 11:00 | Cuba     | –        | Qatar    | 3 – 1 | 25-21 | 25-21 | 22-25 | 25-19 | –     | 97 – 86   |
| 28.08 | 14:00 | Brasil   | –        | Japón    | 3 – 0 | 25-21 | 25-18 | 25-16 | –     | –     | 75 – 55   |
| 30.08 | 11:00 | Brasil   | –        | Qatar    | 3 – 0 | 25-13 | 25-23 | 26-24 | –     | –     | 76 – 60   |
| 30.08 | 14:00 | Japón    | –        | Cuba     | 3 – 1 | 25-18 | 21-25 | 25-19 | 25-19 | –     | 96 – 77   |

- (¹) – Todos en Liubliana.

### Grupo C
| Equipo         | Partidos | Partidos | Partidos |      | Sets | Sets | Sets  | Puntos | Puntos | Puntos |
| Equipo         | PJ       | PG       | PP       | Pts. | SG   | SP   | Ratio | PG     | PP     | Ratio  |
| -------------- | -------- | -------- | -------- | ---- | ---- | ---- | ----- | ------ | ------ | ------ |
| Polonia        | 3        | 3        | 0        | 9    | 9    | 1    | 9,000 | 248    | 188    | 1,319  |
| Estados Unidos | 3        | 2        | 1        | 6    | 7    | 3    | 2,333 | 237    | 215    | 1,102  |
| México         | 3        | 1        | 2        | 2    | 3    | 8    | 0,375 | 211    | 259    | 0,814  |
| Bulgaria       | 3        | 0        | 3        | 1    | 2    | 9    | 0,222 | 228    | 262    | 0,870  |

- Resultados

| Fecha | Hora  | Partido¹       | Partido¹ | Partido¹       | Res.  | Set 1 | Set 2 | Set 3 | Set 4 | Set 5 | Total     |
| ----- | ----- | -------------- | -------- | -------------- | ----- | ----- | ----- | ----- | ----- | ----- | --------- |
| 26.08 | 17:30 | Estados Unidos | –        | México         | 3 – 0 | 25-18 | 25-20 | 25-12 | –     | –     | 75 – 50   |
| 26.08 | 20:30 | Polonia        | –        | Bulgaria       | 3 – 0 | 25-12 | 25-20 | 25-20 | –     | –     | 75 – 52   |
| 28.08 | 17:30 | Estados Unidos | –        | Bulgaria       | 3 – 0 | 25-20 | 25-23 | 26-24 | –     | –     | 76 – 67   |
| 28.08 | 20:30 | Polonia        | –        | México         | 3 – 0 | 25-17 | 25-14 | 25-19 | –     | –     | 75 – 50   |
| 30.08 | 17:30 | México         | –        | Bulgaria       | 3 – 2 | 20-25 | 25-20 | 25-23 | 23-25 | 18-16 | 111 – 109 |
| 30.08 | 20:30 | Polonia        | –        | Estados Unidos | 3 – 1 | 23-25 | 25-21 | 25-19 | 25-21 | –     | 98 – 86   |

- (¹) – Todos en Katowice.

### Grupo D
| Equipo    | Partidos | Partidos | Partidos |      | Sets | Sets | Sets  | Puntos | Puntos | Puntos |
| Equipo    | PJ       | PG       | PP       | Pts. | SG   | SP   | Ratio | PG     | PP     | Ratio  |
| --------- | -------- | -------- | -------- | ---- | ---- | ---- | ----- | ------ | ------ | ------ |
| Francia   | 3        | 3        | 0        | 8    | 9    | 2    | 4,500 | 273    | 242    | 1,128  |
| Eslovenia | 3        | 2        | 1        | 7    | 8    | 3    | 2,666 | 260    | 237    | 1,097  |
| Alemania  | 3        | 1        | 2        | 3    | 3    | 6    | 0,500 | 207    | 215    | 0,962  |
| Camerún   | 3        | 0        | 3        | 0    | 0    | 9    | 0,000 | 184    | 230    | 0,800  |

- Resultados

| Fecha | Hora  | Partido¹  | Partido¹ | Partido¹  | Res.  | Set 1 | Set 2 | Set 3 | Set 4 | Set 5 | Total     |
| ----- | ----- | --------- | -------- | --------- | ----- | ----- | ----- | ----- | ----- | ----- | --------- |
| 26.08 | 17:30 | Francia   | –        | Alemania  | 3 – 0 | 25-22 | 28-26 | 26-24 | –     | –     | 79 – 72   |
| 26.08 | 20:30 | Eslovenia | –        | Camerún   | 3 – 0 | 25-19 | 25-23 | 25-21 | –     | –     | 75 – 63   |
| 28.08 | 17:30 | Alemania  | –        | Camerún   | 3 – 0 | 30-28 | 25-14 | 25-19 | –     | –     | 80 – 61   |
| 28.08 | 20:30 | Francia   | –        | Eslovenia | 3 – 2 | 25-21 | 22-25 | 23-25 | 34-32 | 15-7  | 119 – 110 |
| 30.08 | 17:30 | Francia   | –        | Camerún   | 3 – 0 | 25-19 | 25-19 | 25-22 | –     | –     | 75 – 60   |
| 30.08 | 20:30 | Eslovenia | –        | Alemania  | 3 – 0 | 25-16 | 25-22 | 25-17 | –     | –     | 75 – 55   |

- (¹) – Todos en Liubliana.

### Grupo E
| Equipo  | Partidos | Partidos | Partidos |      | Sets | Sets | Sets  | Puntos | Puntos | Puntos |
| Equipo  | PJ       | PG       | PP       | Pts. | SG   | SP   | Ratio | PG     | PP     | Ratio  |
| ------- | -------- | -------- | -------- | ---- | ---- | ---- | ----- | ------ | ------ | ------ |
| Italia  | 3        | 3        | 0        | 9    | 9    | 0    | MAX   | 239    | 166    | 1,439  |
| Turquía | 3        | 2        | 1        | 6    | 6    | 3    | 2,000 | 210    | 186    | 1,129  |
| Canadá  | 3        | 1        | 2        | 3    | 3    | 6    | 0,500 | 206    | 231    | 0,891  |
| China   | 3        | 0        | 3        | 0    | 0    | 9    | 0,000 | 153    | 225    | 0,680  |

- Resultados

| Fecha | Hora  | Partido¹ | Partido¹ | Partido¹ | Res.  | Set 1 | Set 2 | Set 3  | Set 4 | Set 5 | Total   |
| ----- | ----- | -------- | -------- | -------- | ----- | ----- | ----- | ------ | ----- | ----- | ------- |
| 27.08 | 11:00 | Turquía  | –        | China    | 3 – 0 | 25-15 | 25-19 | 25-14  | –     | –     | 75 – 48 |
| 27.08 | 21:15 | Italia   | –        | Canadá   | 3 – 0 | 25-13 | 25-18 | 39- 37 | –     | –     | 89 – 68 |
| 29.08 | 11:00 | Canadá   | –        | China    | 3 – 0 | 25-23 | 25-21 | 25-23  | –     | –     | 75 – 67 |
| 29.08 | 21:15 | Italia   | –        | Turquía  | 3 – 0 | 25-18 | 25-20 | 25-22  | –     | –     | 75 –60  |
| 31.08 | 11:00 | Canadá   | –        | Turquía  | 0 – 3 | 23-25 | 23-25 | 17-25  | –     | –     | 63 – 75 |
| 31.08 | 21:15 | Italia   | –        | China    | 3 – 0 | 25-14 | 25-10 | 25-14  | –     | –     | 75 – 38 |

- (¹) – Todos en Liubliana.

### Grupo F
| Equipo       | Partidos | Partidos | Partidos |      | Sets | Sets | Sets  | Puntos | Puntos | Puntos |
| Equipo       | PJ       | PG       | PP       | Pts. | SG   | SP   | Ratio | PG     | PP     | Ratio  |
| ------------ | -------- | -------- | -------- | ---- | ---- | ---- | ----- | ------ | ------ | ------ |
| Países Bajos | 3        | 3        | 0        | 8    | 9    | 3    | 3,000 | 286    | 250    | 1,144  |
| Irán         | 3        | 2        | 1        | 5    | 7    | 6    | 1,166 | 313    | 302    | 1,036  |
| Argentina    | 3        | 1        | 2        | 4    | 7    | 8    | 0,875 | 351    | 347    | 1,011  |
| Egipto       | 3        | 0        | 3        | 1    | 3    | 9    | 0,333 | 239    | 290    | 0,824  |

- Resultados

| Fecha | Hora  | Partido¹     | Partido¹ | Partido¹     | Res.  | Set 1 | Set 2 | Set 3 | Set 4 | Set 5 | Total     |
| ----- | ----- | ------------ | -------- | ------------ | ----- | ----- | ----- | ----- | ----- | ----- | --------- |
| 27.08 | 14:00 | Países Bajos | –        | Egipto       | 3 – 0 | 25-17 | 25-22 | 25-16 | –     | –     | 75 – 55   |
| 27.08 | 17:30 | Argentina    | –        | Irán         | 2 – 3 | 25-22 | 28-30 | 18-25 | 34-32 | 19-21 | 124 – 130 |
| 29.08 | 14:00 | Argentina    | –        | Países Bajos | 2 – 3 | 30-28 | 25-20 | 21-25 | 25-27 | 9-15  | 110 – 115 |
| 29.08 | 17:30 | Irán         | –        | Egipto       | 3 – 1 | 25-14 | 25-19 | 22-25 | 26-24 | –     | 98 – 82   |
| 31.08 | 14:00 | Argentina    | –        | Egipto       | 3 – 2 | 27-25 | 26-28 | 24-26 | 25-17 | 15-6  | 117 – 102 |
| 31.08 | 17:30 | Irán         | –        | Países Bajos | 1 – 3 | 22-25 | 25-21 | 20-25 | 18-25 | –     | 85 – 96   |

- (¹) – Todos en Liubliana.

## Fase final
- Todos los partidos en la hora local de Polonia/Eslovenia (UTC+2).

|  | Octavos de final  | Octavos de final  |                |           | Cuartos de final    | Cuartos de final    |  |         | Semifinales      | Semifinales      |        |              | Final            | Final            |  |
|  | 3-6 de septiembre | 3-6 de septiembre |                |           | 7 y 8 de septiembre | 7 y 8 de septiembre |  |         | 10 de septiembre | 10 de septiembre |        |              | 11 de septiembre | 11 de septiembre |  |
|  |                   |                   |                |           |                     |                     |  |         |                  |                  |        |              |                  |                  |  |
|  |                   |                   |                |           |                     |                     |  |         |                  |                  |        |              |                  |                  |  |
|  | Polonia           | 3                 |                |           |                     |                     |  |         |                  |                  |        |              |                  |                  |  |
|  | Polonia           | 3                 |                |           |                     |                     |  |         |                  |                  |        |              |                  |                  |  |
|  | Túnez             | 0                 |                |           |                     |                     |  |         |                  |                  |        |              |                  |                  |  |
|  | Túnez             | 0                 |                | Polonia   | 3                   |                     |  |         |                  |                  |        |              |                  |                  |  |
|  |                   |                   |                | Polonia   | 3                   |                     |  |         |                  |                  |        |              |                  |                  |  |
|  |                   |                   | Estados Unidos | 2         |                     |                     |  |         |                  |                  |        |              |                  |                  |  |
|  | Estados Unidos    | 3                 | Estados Unidos | 2         |                     |                     |  |         |                  |                  |        |              |                  |                  |  |
|  | Estados Unidos    | 3                 |                |           |                     |                     |  |         |                  |                  |        |              |                  |                  |  |
|  | Turquía           | 2                 |                |           |                     |                     |  |         |                  |                  |        |              |                  |                  |  |
|  | Turquía           | 2                 |                |           |                     |                     |  | Polonia | 3                |                  |        |              |                  |                  |  |
|  |                   |                   |                |           |                     |                     |  | Polonia | 3                |                  |        |              |                  |                  |  |
|  |                   |                   | Brasil         | 2         |                     |                     |  |         |                  |                  |        |              |                  |                  |  |
|  | Serbia            | 0                 | Brasil         | 2         |                     |                     |  |         |                  |                  |        |              |                  |                  |  |
|  | Serbia            | 0                 |                |           |                     |                     |  |         |                  |                  |        |              |                  |                  |  |
|  | Argentina         | 3                 |                |           |                     |                     |  |         |                  |                  |        |              |                  |                  |  |
|  | Argentina         | 3                 |                | Argentina | 1                   |                     |  |         |                  |                  |        |              |                  |                  |  |
|  |                   |                   |                | Argentina | 1                   |                     |  |         |                  |                  |        |              |                  |                  |  |
|  |                   |                   | Brasil         | 3         |                     |                     |  |         |                  |                  |        |              |                  |                  |  |
|  | Brasil            | 3                 | Brasil         | 3         |                     |                     |  |         |                  |                  |        |              |                  |                  |  |
|  | Brasil            | 3                 |                |           |                     |                     |  |         |                  |                  |        |              |                  |                  |  |
|  | Irán              | 0                 |                |           |                     |                     |  |         |                  |                  |        |              |                  |                  |  |
|  | Irán              | 0                 |                |           |                     |                     |  |         |                  |                  |        | Polonia      | 1                |                  |  |
|  |                   |                   |                |           |                     |                     |  |         |                  |                  |        | Polonia      | 1                |                  |  |
|  |                   |                   | Italia         | 3         |                     |                     |  |         |                  |                  |        |              |                  |                  |  |
|  | Italia            | 3                 | Italia         | 3         |                     |                     |  |         |                  |                  |        |              |                  |                  |  |
|  | Italia            | 3                 |                |           |                     |                     |  |         |                  |                  |        |              |                  |                  |  |
|  | Cuba              | 1                 |                |           |                     |                     |  |         |                  |                  |        |              |                  |                  |  |
|  | Cuba              | 1                 |                | Italia    | 3                   |                     |  |         |                  |                  |        |              |                  |                  |  |
|  |                   |                   |                | Italia    | 3                   |                     |  |         |                  |                  |        |              |                  |                  |  |
|  |                   |                   | Francia        | 2         |                     |                     |  |         |                  |                  |        |              |                  |                  |  |
|  | Francia           | 3                 | Francia        | 2         |                     |                     |  |         |                  |                  |        |              |                  |                  |  |
|  | Francia           | 3                 |                |           |                     |                     |  |         |                  |                  |        |              |                  |                  |  |
|  | Japón             | 2                 |                |           |                     |                     |  |         |                  |                  |        |              |                  |                  |  |
|  | Japón             | 2                 |                |           |                     |                     |  | Italia  | 3                |                  |        |              |                  |                  |  |
|  |                   |                   |                |           |                     |                     |  | Italia  | 3                |                  |        |              |                  |                  |  |
|  |                   |                   | Eslovenia      | 0         |                     |                     |  |         |                  |                  |        |              |                  |                  |  |
|  | Eslovenia         | 3                 | Eslovenia      | 0         |                     |                     |  |         |                  |                  |        |              |                  |                  |  |
|  | Eslovenia         | 3                 |                |           |                     |                     |  |         |                  |                  |        |              |                  |                  |  |
|  | Alemania          | 1                 |                |           |                     |                     |  |         |                  |                  |        |              |                  |                  |  |
|  | Alemania          | 1                 |                | Eslovenia | 3                   |                     |  |         |                  |                  |        | Tercer lugar | Tercer lugar     |                  |  |
|  |                   |                   |                | Eslovenia | 3                   |                     |  |         |                  |                  |        | Tercer lugar | Tercer lugar     |                  |  |
|  |                   |                   | Ucrania        | 1         |                     |                     |  |         |                  |                  |        |              |                  |                  |  |
|  | Países Bajos      | 0                 | Ucrania        | 1         |                     |                     |  |         |                  |                  | Brasil | 3            |                  |                  |  |
|  | Países Bajos      | 0                 |                |           |                     |                     |  |         |                  |                  | Brasil | 3            |                  |                  |  |
|  | Ucrania           | 3                 |                |           |                     |                     |  |         |                  |                  |        |              | Eslovenia        | 1                |  |
|  | Ucrania           | 3                 |                |           |                     |                     |  |         |                  |                  |        |              | Eslovenia        | 1                |  |
|  |                   |                   |                |           |                     |                     |  |         |                  |                  |        |              |                  |                  |  |

### Octavos de final
| Fecha | Hora  | Partido¹       | Partido¹ | Partido¹  | Res.  | Set 1 | Set 2 | Set 3 | Set 4 | Set 5 | Total     |
| ----- | ----- | -------------- | -------- | --------- | ----- | ----- | ----- | ----- | ----- | ----- | --------- |
| 03.09 | 17:30 | Eslovenia      | -        | Alemania  | 3 – 1 | 25-18 | 25-19 | 21-25 | 25-22 | –     | 96 – 84   |
| 03.09 | 21:15 | Italia         | -        | Cuba      | 3 – 1 | 25-21 | 21-25 | 26-24 | 25-18 | –     | 97 – 88   |
| 04.09 | 17:30 | Estados Unidos | -        | Turquía   | 3 – 2 | 25-21 | 25-17 | 22-25 | 19-25 | 15-12 | 106 – 100 |
| 04.09 | 21:00 | Polonia        | -        | Túnez     | 3 – 0 | 25-20 | 25-15 | 25-21 | –     | –     | 75 – 56   |
| 05.09 | 17:30 | Países Bajos   | -        | Ucrania   | 0 – 3 | 16-25 | 19-25 | 18-25 | –     | –     | 53 – 75   |
| 05.09 | 21:00 | Francia        | -        | Japón     | 3 – 2 | 25-17 | 21-25 | 26-24 | 22-25 | 18-16 | 112 – 107 |
| 06.09 | 17:30 | Serbia         | -        | Argentina | 0 – 3 | 23-25 | 21-25 | 23-25 | –     | –     | 67 – 75   |
| 06.09 | 21:00 | Brasil         | -        | Irán      | 3 – 0 | 25-17 | 25-22 | 25-23 | –     | –     | 75 – 62   |

- (¹) – El primero, segundo, quinto y sexto en Liubliana, los otros cuatro en Gliwice.

### Cuartos de final
| Fecha | Hora  | Partido¹  | Partido¹ | Partido¹       | Res.  | Set 1 | Set 2 | Set 3 | Set 4 | Set 5 | Total     |
| ----- | ----- | --------- | -------- | -------------- | ----- | ----- | ----- | ----- | ----- | ----- | --------- |
| 07.09 | 17:30 | Italia    | -        | Francia        | 3 – 2 | 24-26 | 25-21 | 23-25 | 25-22 | 15-12 | 112 – 106 |
| 07.09 | 21:00 | Eslovenia | -        | Ucrania        | 3 – 1 | 18-25 | 26-24 | 25-19 | 25-23 | –     | 94 – 91   |
| 08.09 | 17:30 | Argentina | -        | Brasil         | 1 – 3 | 16-25 | 25-23 | 22-25 | 21-25 | –     | 84 – 98   |
| 08.09 | 21:00 | Polonia   | -        | Estados Unidos | 3 – 2 | 25-20 | 27-25 | 21-25 | 22-25 | 15-12 | 110 – 107 |

- (¹) – Los dos primeros en Liubliana, los otros dos en Gliwice.

### Semifinales
| Fecha | Hora  | Partido¹ | Partido¹ | Partido¹  | Res.  | Set 1 | Set 2 | Set 3 | Set 4 | Set 5 | Total     |
| ----- | ----- | -------- | -------- | --------- | ----- | ----- | ----- | ----- | ----- | ----- | --------- |
| 10.09 | 18:00 | Polonia  | -        | Brasil    | 3 – 2 | 23-25 | 25-18 | 25-20 | 21-25 | 15-12 | 109 – 100 |
| 10.09 | 21:00 | Italia   | -        | Eslovenia | 3 – 0 | 25-21 | 25-22 | 25-21 | –     | –     | 75 – 64   |

- (¹) – Ambos en Katowice.

### Tercer lugar
| Fecha | Hora  | Partido¹ | Partido¹ | Partido¹  | Res.  | Set 1 | Set 2 | Set 3 | Set 4 | Set 5 | Total   |
| ----- | ----- | -------- | -------- | --------- | ----- | ----- | ----- | ----- | ----- | ----- | ------- |
| 11.09 | 18:00 | Brasil   | -        | Eslovenia | 3 – 1 | 25-18 | 25-18 | 22-25 | 25-18 | –     | 97 – 79 |

- (¹) – En Katowice.

### Final
| Fecha | Hora  | Partido¹ | Partido¹ | Partido¹ | Res.  | Set 1 | Set 2 | Set 3 | Set 4 | Set 5 | Total   |
| ----- | ----- | -------- | -------- | -------- | ----- | ----- | ----- | ----- | ----- | ----- | ------- |
| 11.09 | 21:00 | Polonia  | -        | Italia   | 1 – 3 | 25-22 | 21-25 | 18-25 | 20-25 | –     | 84 – 97 |

- (¹) – En Katowice.

## Medallero
| Italia | Polonia | Brasil |
| Simone Anzani Fabio Balaso Mattia Bottolo Gianluca Galassi Simone Giannelli Daniele Lavia Alessandro Michieletto Leandro Mosca Giulio Pinali Francesco Recine Yuri Romanò Roberto Russo Riccardo Sbertoli Leonardo Scanferla | Mateusz Bieniek Tomasz Fornal Marcin Janusz Łukasz Kaczmarek Karol Kłos Jakub Kochanowski Bartosz Kurek Bartosz Kwolek Grzegorz Łomacz Jakub Popiwczak Mateusz Poręba Kamil Semeniuk Aleksander Śliwka Paweł Zatorski | Adriano Cavalcante Flávio Gualberto Thales Hoss Fernando Kreling Rodrigo Leão Yoandy Leal Ricardo Lucarelli Maique Nascimento Bruno Rezende Felipe Roque Lucas Saatkamp Leandro Santos Darlan Souza Wallace de Souza |
| Ferdinando De Giorgi (seleccionador) | Nikola Grbić (seleccionador) | Renan Dal Zotto (seleccionador) |

## Estadísticas

### Clasificación general
| 1. Italia CM      |
| 2. Polonia        |
| 3. Brasil         |
| 4. Eslovenia      |
| 5. Francia        |
| 6. Estados Unidos |
| 7. Ucrania        |
| 8. Argentina      |
| 9. Serbia         |
| 10. Países Bajos  |
| 11. Turquía       |
| 12. Japón         |
| 13. Irán          |
| 14. Cuba          |
| 15. Alemania      |
| 16. Túnez         |
| 17. Canadá        |
| 18. México        |
| 19. Egipto        |
| 20. Bulgaria      |
| 21. Qatar         |
| 22. Puerto Rico   |
| 23. Camerún       |
| 24. China         |

### Máximos anotadores
| Núm. | Nombre           | Selección    | Puntos |
| ---- | ---------------- | ------------ | ------ |
| 1    | Yoandy Leal      | Brasil       | 125    |
| 2    | Klemen Čebulj    | Eslovenia    | 114    |
| 3    | Daniele Lavia    | Italia       | 103    |
| 4    | Bartosz Kurek    | Polonia      | 100    |
| 5    | Wallace de Souza | Brasil       | 97     |
| 5    | Yuri Romanò      | Italia       | 97     |
| 7    | Nimir Abdel-Aziz | Países Bajos | 95     |
| 8    | Oleh Plotnytsky  | Ucrania      | 91     |
| 9    | Kamil Semeniuk   | Polonia      | 87     |
| 10   | Adis Lagumdzija  | Turquía      | 86     |

Fuente: 

### Distinciones individuales
- Mejor jugador (MVP) – Simone Giannelli ( Italia)
- Mayor anotator – Yoandy Leal ( Brasil) –125 pts.–
- Mejor colocador – Simone Giannelli ( Italia)
- Mejor receptores – Yoandy Leal ( Brasil) y Kamil Semeniuk ( Polonia)
- Mejor centrales – Mateusz Bieniek ( Polonia) y Gianluca Galassi ( Italia)
- Mejor opuesto – Bartosz Kurek ( Polonia)
- Mejor líbero – Fabio Balaso ( Italia)

Fuente: 